# エドゥアール・ヴュイヤール
エドゥアール・ヴュイヤール（Édouard Vuillard, 1868年11月11日 - 1940年6月21日）は、19世紀-20世紀のフランスの画家。
モーリス・ドニ、ピエール・ボナールらとともにナビ派の1人に数えられる。ヴュイヤールの画面は、他のナビ派の画家よりもさらに平面的、装飾的傾向が顕著である。室内情景など、身近な題材を好んで描き、自ら「アンティミスト」（「親密派」という程度の意味）と称した。生涯独身を通し、酒もたしなまなかったヴュイヤールの絵画は、その渋い色調ともあいまって、穏やかな人柄を彷彿とさせる。晩年の1937年にはパリのシャイヨー宮の室内装飾を担当している。日本美術に影響を受け、日本風と西洋絵画を融合した屏風絵なども多く描いた。

## 生涯
1868年、ソーヌ＝エ＝ロワール県キュイゾーに生まれる。その後パリに移る。リセ・コンドルセで学んでいたときにケル・グザヴィエ・ルーセル、モーリス・ドニらと出会った。
1885年にリセ・コンドルセを卒業し、ルーセルの助言で、ルーセルとともに画家ディオジェーヌ・マイヤールの工房で絵画を学んだ。1886年から1888年はアカデミー・ジュリアンで学んだ。1887年に、国立高等美術学校（エコール・デ・ボザール）の入学試験に合格した。1890年までにピエール・ボナール、ポール・セリュジエと知り合い、「ナビ派」のメンバーになった。画廊「Le Barc de Boutteville」で開かれた展覧会に出展し、後にボナールやモーリス・ドニとスタジオを共有した。1890年代には「作品座」(Théâtre de l'Œuvre)の美術部門で働いた。
1898年にヴェネツィアとフィレンツェを訪れたのを初め、ロンドンやイタリア、スペインを訪れた。1901年からアンデパンダン展に出展し、1903年からにサロン・ドートンヌ出展した。装飾画や雑誌の挿絵も描いた。

## 代表作
- ランプの下で（1892年）サントロペ、アノンシアード美術館（フランス語版）
- 室内、画家の母と姉（1893年）ニューヨーク近代美術館
- 求婚者、あるいは仕事台のある室内（1893年）マサチューセッツ州ノーサンプトン、スミス大学美術館
- 装飾パネル連作：公園（1894年）パリ、オルセー美術館；ブリュッセル、ベルギー王立美術館；オハイオ州、クリーブランド美術館；個人蔵
- 装飾パネル連作：アルバム（1895年）ワシントン、ナショナル・ギャラリー；ニューヨーク、メトロポリタン美術館；ニューヨーク近代美術館；個人蔵（2点）
- 6人の人物のいる室内（1897年）チューリッヒ美術館
- フレシネ夫人（1931年）

## ギャラリー
- 『自画像』（1889年）ナショナル・ギャラリー (ワシントン)
- 『朝食』（1894年）
- 『縞模様のブラウス』（1895年）ナショナル・ギャラリー (ワシントン)
- 『室内』（1902年）ダラス美術館
- 5枚組の屏風作品『ヴァンティミーユ広場』（1911年）ナショナル・ギャラリー (ワシントン)